# Calvin Burrell
Calvin Archie Burrell (Condado de Major, Oklahoma; 22 de junio de 1943 – Salem, Oregón, 29 de junio del 2022) fue un ministro y pastor evangélico de la Iglesia de Dios (Séptimo Día). Fungió como Presidente de la Conferencia General de la Iglesia de Dios (Séptimo Día) en Estados Unidos durante el periodo 1987-1997 y como Tercer Vicepresidente de la Asociación para el Día de Reposo Bíblico (The Bible Sabbath Association), y fue editor de la versión estadounidense de la revista El Abogado de la Biblia durante 18 años hasta el 2015.

## Vida profesional
Burrell nació y creció en un ambiente rural granjero en Oklahoma, Estados Unidos. Fue profesor de la Spring Vale Academy en el estado de Míchigan, así como pastor religioso en congregaciones de Arkansas, Oklahoma, Colorado y Texas.
Durante varias décadas dedicó sus reflexiones hacia la pneumatología, especialmente orientada hacia el papel del Espíritu Santo en la Iglesia y como parte de la Divinidad.

## Publicaciones
- The Bible Adventure, editorial BA, Estados Unidos